# Harriet Morgan

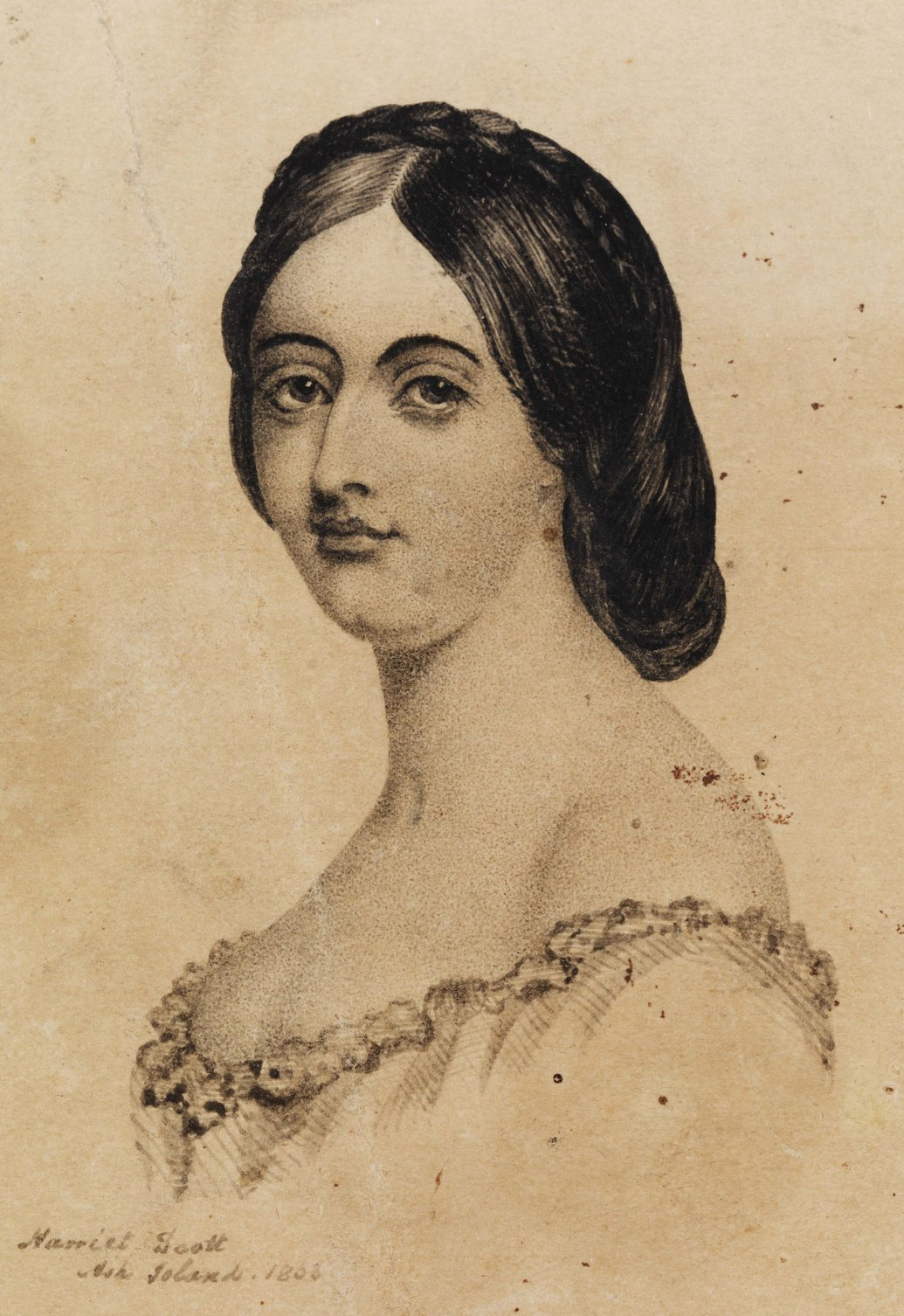
Harriet Scott, um 1856

Harriet Morgan, geborene Scott (* 23. März 1830 in Sydney; † 16. August 1907 in Granville, New South Wales, Australien), war eine der prominentesten naturkundlichen Illustratorinnen des 19. Jahrhunderts in Australien und zusammen mit ihrer Schwester Helena Scott möglicherweise eine der ersten professionellen Illustratorinnen des Landes. Die Schwestern waren auch hochqualifizierte Amateur-Naturforscherinnen und Sammlerinnen, für Frauen ihrer Zeit ungewöhnlich. Sie waren vor allem für ihre großartigen Zeichnungen von Motten und Schmetterlingen in dem Werk Australian Lepidoptera and Their Transformations ihres Vaters Alexander Walker Scott bekannt.

## Jugend

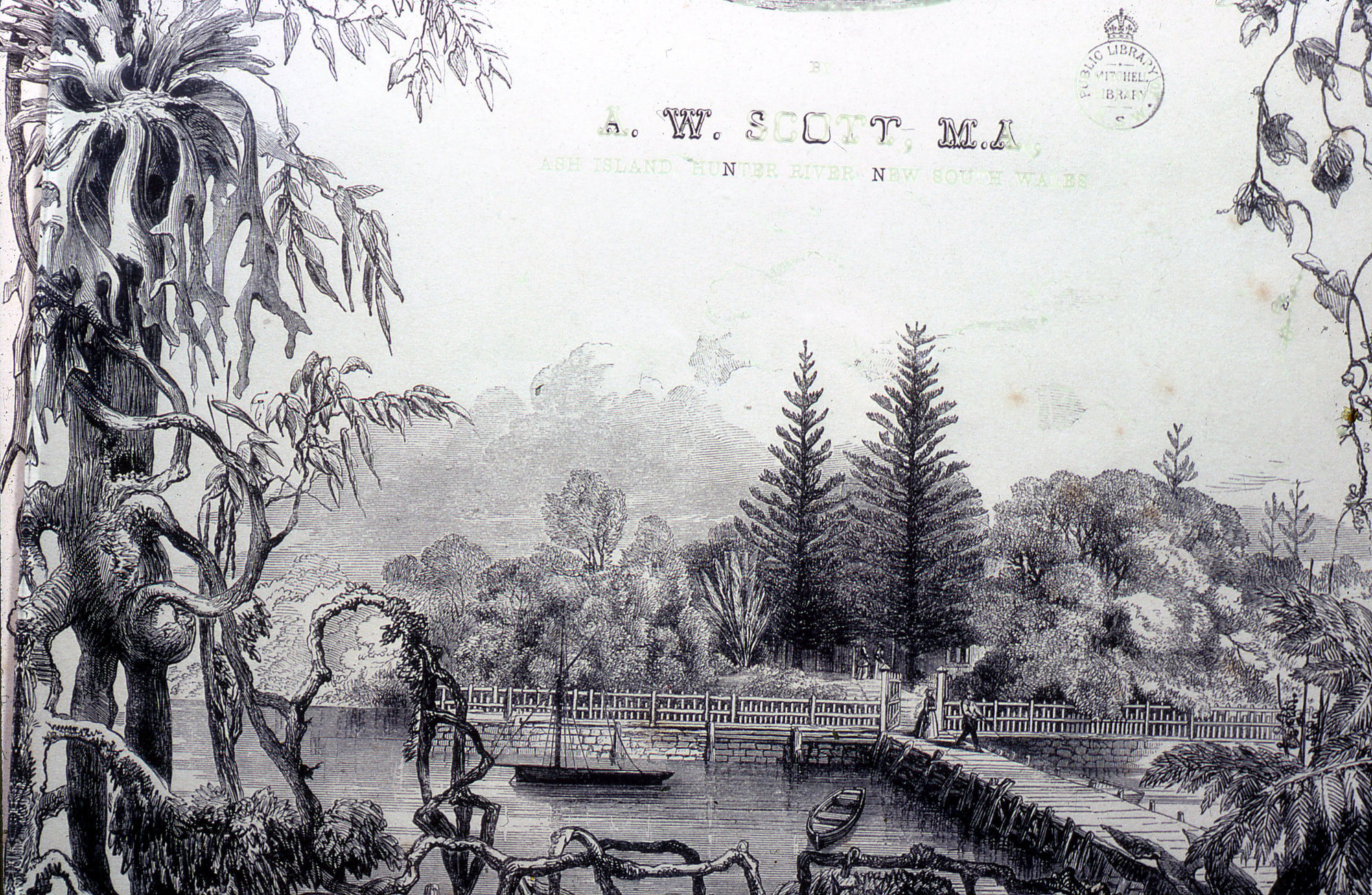
Ash Island (Künstler: A.W. Scott)

Harriet Scott war die Tochter von Alexander Walker Scott, Entomologe und Unternehmer, und Harriet Scott, geb. Calcott. Harriet wurde in Sydney geboren und sie und ihre Schwester Helena wurden von ihrem Vater auf der Insel Ash Island im Norden von Newcastle City erzogen. Durch ihre Ausbildung erwarben sie umfangreiches Wissen über die Natur, einschließlich australischer Pflanzen, Tiere und Insekten.

## Professionelle Illustratorin

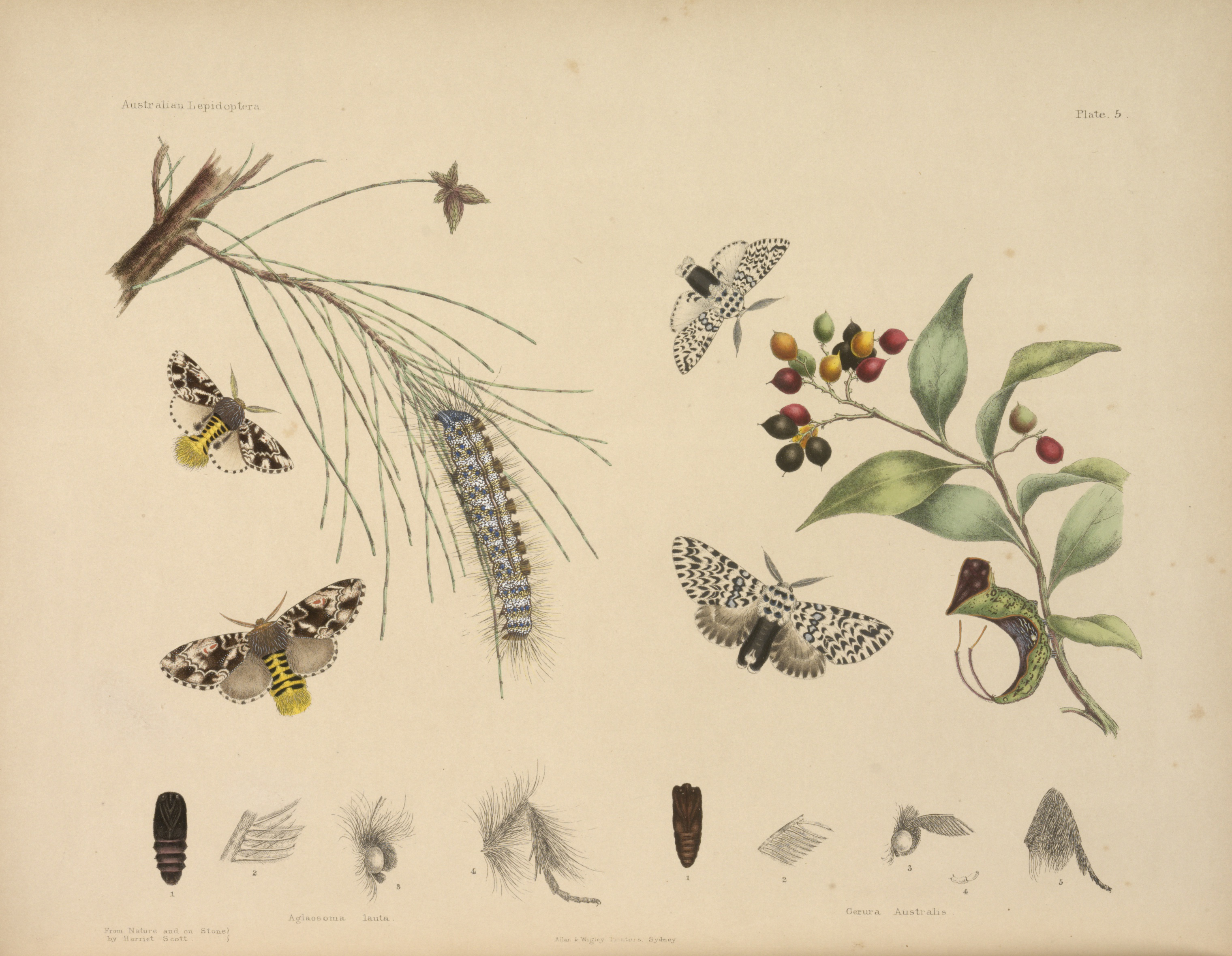
Aglaosoma lauta & Cerura Australis

Harriet erntete Bewunderung und Lob von führenden Wissenschaftlern ihrer Zeit, für die sie sammelte und mit denen sie korrespondierte. Nach der Veröffentlichung von Australian Lepidoptera and their transformations, drawn from the life wurde sie zum Ehrenmitglied der Entomological Society of NSW (Entomologische Gesellschaft von New South Wales) gewählt. Allerdings war sie durch ihre Herkunft und ihre gesellschaftliche Stellung eingeschränkt. Ihr Vater litt in den 1860er Jahren unter finanzieller Not, aber so sehr er auch verarmte, wollte er nicht, dass eine seiner Töchter Aufträge annahm, ihre eigenen veröffentlichten Zeichnungen signierte oder eine formale Ausbildung erhielt. Schließlich gab Alexander Scott aber nach und erlaubte seinen Töchtern, ihre veröffentlichten Zeichnungen zu signieren. Nach dem Bankrott ihres Vaters war Harriet gezwungen zu arbeiten und sie zeichnete und malte für den Rest ihres Lebens professionell. Während sie 1866 einige Bildtafeln mit Vogeleiern für Edward Ramsay fertigstellte, bat Harriet „… vor allem … lassen Sie niemanden wissen, dass Sie mich dafür bezahlen, dass ich diese Bilder für Sie mache“. Harriet zeichnete botanische Illustrationen für die Ausgaben 1879, 1884 und 1886 des Reiseführers Railway Guide to New South Wales und entwarf mit ihrer Schwester im Jahr 1879 Entwürfe für die ersten Weihnachtskarten Australiens.
Im Jahre 1882 heiratete sie Dr. Cosby William Morgan.

## Veröffentlichungen
Harriet war eine der Illustratoren für die Veröffentlichung des Buches Australian Lepidoptera and Their Transformations, das von ihrem Vater Alexander Walker Scott geschrieben wurde. Der Erfolg der Lepidoptera eröffnete ihr und ihrer Schwester viele Möglichkeiten. Neben der Ehrenmitgliedschaft der Entomological Society of NSW erhielt Harriet zahlreiche Anfragen für Auftragsarbeiten. In den folgenden Jahrzehnten schufen sie und ihre Schwester Helena die Mehrzahl der Illustrationen für wissenschaftliche Publikationen in Sydney, darunter Gerard Kreffts Snakes of Australia (1869), Australian Fossil Remains (1870) und Mammals of Australia (1871), Edward Ramsays On the Oology of Australia (geplant, aber nie veröffentlicht) und James Charles Cox’ Monograph of Australian Land Shells (1868). Ihre Arbeiten werden noch heute von Wissenschaftlern verwendet. Die Kunstwerke aus Snakes of Australia und Mammals of Australia erhielten 1870 auf der Sydney Intercolonial Exhibition eine sehr hohe Anerkennung.

## Tod und Vermächtnis
Harriet Morgan starb 1907 in Granville ohne Nachkommen zu hinterlassen. Harriet und ihre Schwester Helena gerieten weitgehend in Vergessenheit, bis 2011 die Ausstellung Beauty from Nature: art of the Scott Sisters im Australian Museum in Sydney gezeigt wurde. Seit 2019 gehören die Werke der beiden Schwestern zum Australischen Weltdokumentenerbe.

## Galerie

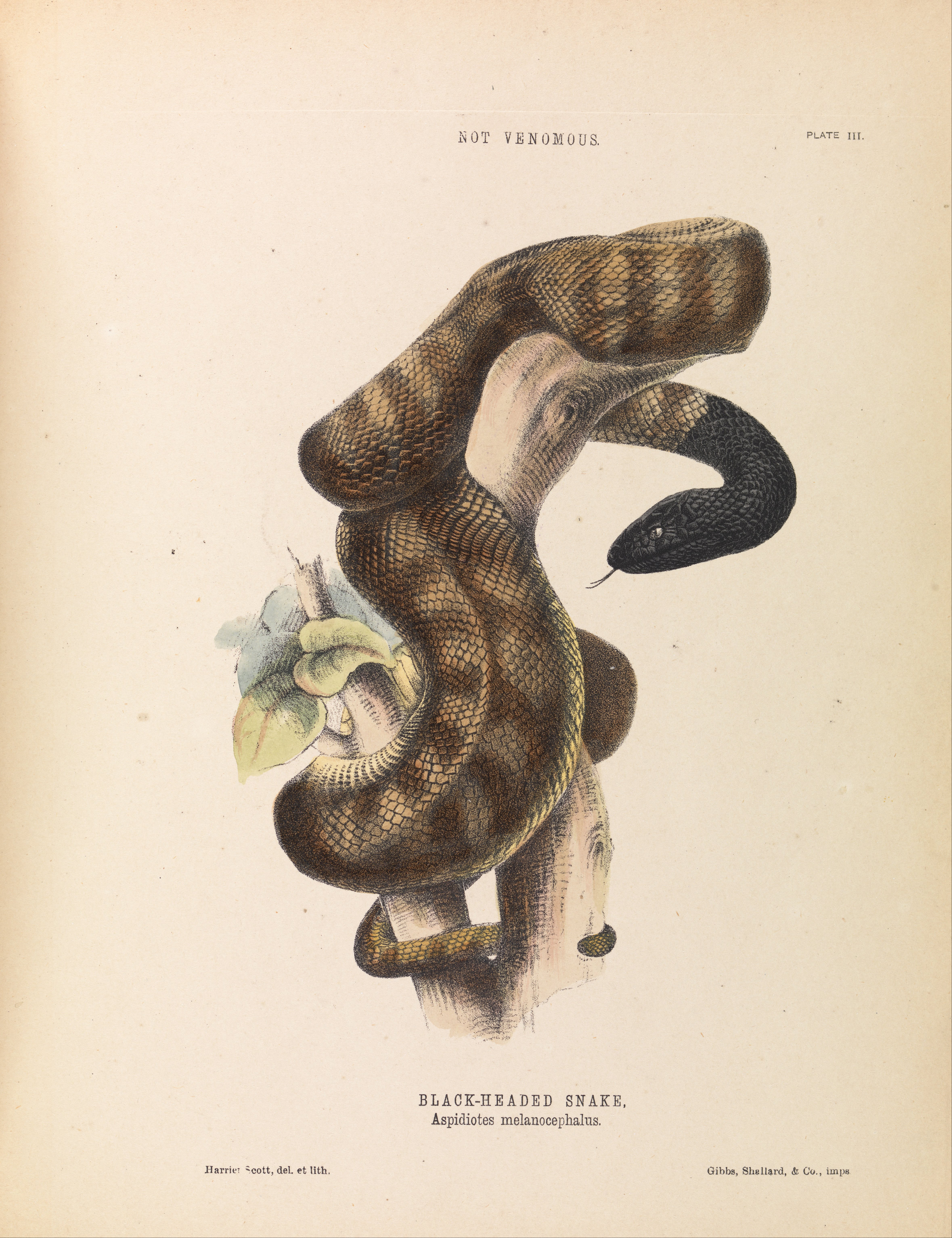
Schwarzkopfpython
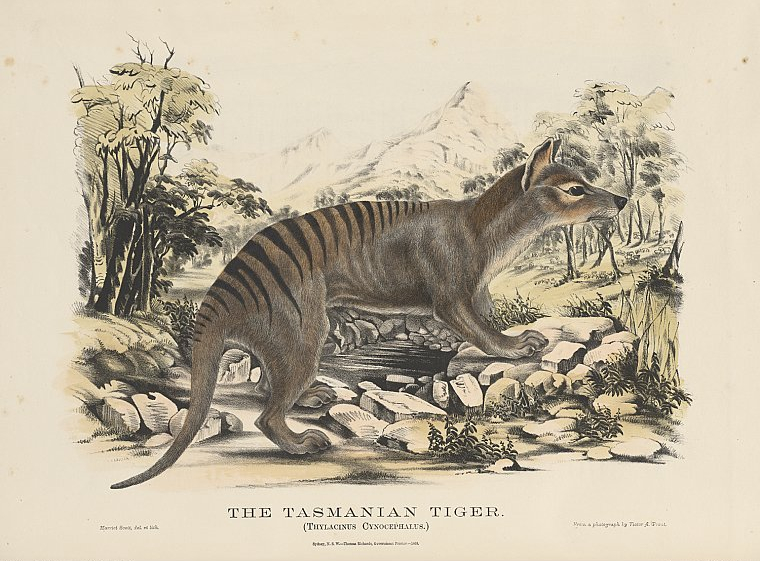
Beutelwolf (Lithografie)
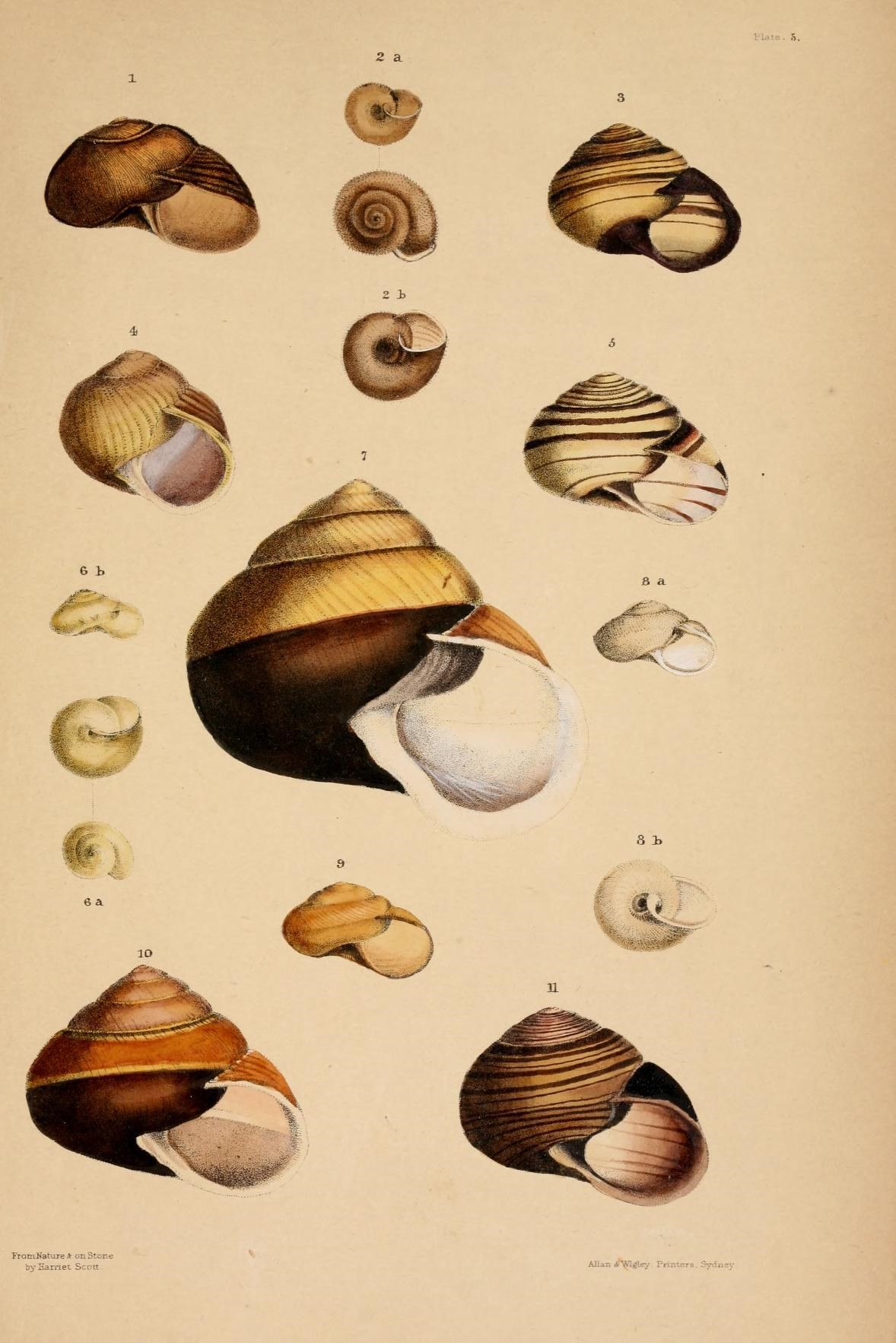
Tafel aus A monograph of Australian land shells
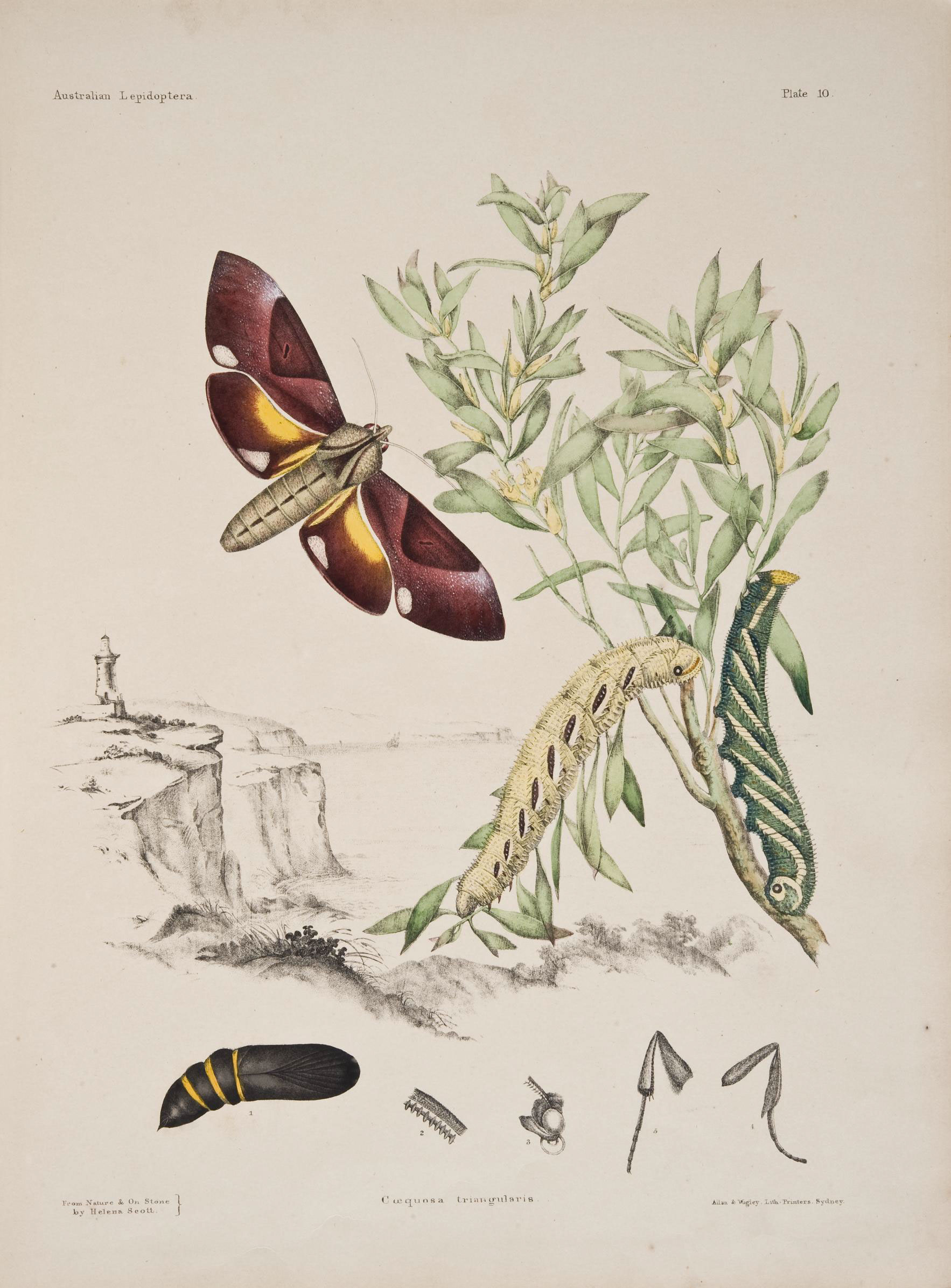
Tafel aus Australian Lepidoptera and their transformations